# Sąd gospodarczy
Sąd gospodarczy – wydział w sądzie rejonowym lub okręgowym, orzekający w sprawach gospodarczych. Nazwa ta nie odnosi się do odrębnej kategorii sądów, ale do podstawowej jednostki organizacyjnej sądów, którą jest wydział. Powodem uzasadniającym wprowadzenie odrębnego trybu dla spraw gospodarczych jest szczególna troska ustawodawcy nakierowana na szybkość rozstrzygnięcia, co wyraża się w przyśpieszeniu postępowania oraz usprawnieniu wykonywania orzeczeń. Sądy gospodarcze mogą orzekać m.in. w  sprawach:
- ze stosunków cywilnych między przedsiębiorcami w zakresie prowadzonej przez nich działalności,
- ze stosunku spółki,
- przeciwko przedsiębiorcy o naruszenie środowiska i przywrócenie do stanu poprzedniego lub naprawienie szkody z tym związanej.

Zgodnie z ustawą z 21 lipca 2001 r. – Prawo o ustroju sądów powszechnych, sprawy gospodarcze rozpatrywane są przez odrębne wydziały gospodarcze sądów rejonowych (art. 12 § 3), okręgowych (art. 16 § 1 pkt 5) lub w wydziałach cywilnych sądów apelacyjnych (art. 18 § 1).

## Literatura
- Klecha K., Wolność działalności gospodarczej w Konstytucji RP, C.H. Beck, Warszawa 2009